# Líber Terán
Líber Terán (n. Ciudad de México, 21 de noviembre de 1973) es un cantante y músico mexicano que ha destacado por haber sido vocalista de Los de Abajo durante 15 años, así como por su carrera como solista, en la cual ha fusionado el rock con la música tradicional mexicana y sonidos de oriente.

## Orígenes y Los de Abajo
En 1988 formó su primera banda, Niños Santos, que debutó en el célebre foro alternativo de esa época, el LUCC (La Última Carcajada de la Cumbancha), que sirvió como semillero de algunas bandas del rock mexicano, como Café Tacvba o Maldita Vecindad, así como el espacio donde se presentaron por primera vez en México bandas que en ese momento eran la punta de lanza del rock internacional, como Jane’s Addiction, Negu Gorriak o Mano Negra. En 1992 fundó la banda Los de Abajo, con quienes realizó más de 15 giras en Europa, Asia y Norteamérica, y ganó el BBC Music Adwards en 2003 en la categoría de mejor grupo de América. Con dicha agrupación grabó cinco álbumes, dos de ellos para la disquera Luaka Bop de David Byrne, y uno más para Real World, de Peter Gabriel.

## Solista
En 2007 Líber Terán dejó a Los de Abajo y en octubre del siguiente año lanzó su álbum debut como solista (El Gitano Western), en el cual fusionó música country, norteña, balcánica y rock clásico. Dicho trabajo fue nominado a Mejor Álbum Solista en los Indie-o Music Adwards de 2009. Para su segundo disco (Tambora Sound System, 2010), exploró las fusiones entre la música de banda sinaloense con la música de los Balcanes. A raíz de dicho álbum fue invitado a participar en los festivales WOMEX 2010, Chicago World Music Fest 2010 y Globalquerque. Para su tercer álbum  (Errante, 2012), dio un giro hacia  la música griega y turca, mezcladas con el country, folk, pop y rock. El disco fue producido por Quique Rangel de Café Tacvba), y tuvo colaboraciones de Julieta Venegas, Emanuel del Real, Joselo Rangel y Andrea Balency, entre otros. Este disco fue presentado en el festival SXSW 2013 y en el Vive Latino 13. Para su siguiente álbum (Cantante Solitario, 2015) también trabajó con Quique Rangel como productor, logrando un sonido más eléctrico y roquero, sin dejar atrás la fusión de música norteña con la del este de Europa.

## Discografía
- Con Los de Abajo:
- Los De Abajo (Luaka Bop, 1998)
- Cybertropic Chilango Power (Luaka Bop, 2002)
- Latin Ska Force (2003)
- Complete and Live Desde L.A (Kufala, 2004)
- No borrarán (2005)
- LDA V The Lunatics (Real World, 2005)

- Como solista:

- El Gitano Western (Fonarte, 2008)
- Tambora Sound System (Santo Canuto, 2010)
- Errante (Casete, 2012)
- Cantante Solitario (Casete, 2015)